# 増矢理花
増矢 理花（ますや りか、1995年9月14日 - ）は、徳島県松茂町出身の元女子サッカー選手。元サッカー日本女子代表。現役時のポジションはフォワード、ミッドフィールダー。JFAアカデミー福島3期生。

## 来歴

### ユース
兄がサッカーをやっていたことで地元の松茂スポーツ少年団リベルテサッカークラブに入り、サッカーを始める。リベルタ徳島ジュニアフットボールクラブを経て、中高一貫教育のJFAアカデミー福島に3期生として入校。
JFAアカデミー福島在校中の2011年にU-16日本女子代表に選出されてAFC U-16女子選手権2011に出場、決勝リーグ第3戦のU-17中華人民共和国女子代表戦で2得点を挙げる働きを見せた。翌2012年の2012 FIFA U-17女子ワールドカップ（アゼルバイジャン）にもU-17日本女子代表に選出されて出場、グループリーグ初戦のU-17ブラジル女子代表戦で2得点を挙げた。
2013年はU-19日本女子代表への選出も期待されていたが、3月に右膝前十字靭帯を負傷し、シーズンを棒に振る形となった。

### シニア
2014年、JFAアカデミー福島卒校と共に日本女子サッカーリーグのINAC神戸レオネッサに入団。入団直後の2014年なでしこリーグレギュラーシリーズ3戦目のアルビレックス新潟レディース戦で2得点を挙げた。
2017年シーズンより、背番号が20番から9番になった。3月26日のノジマステラ神奈川相模原戦で、なでしこリーグ通算100試合出場を達成した。2019年10月14日の浦和レッズレディース戦で、なでしこリーグ通算150試合出場を達成した。
2020年シーズンより背番号9番は、加入してきた田中美南に譲るような形となり、17番になった。
2021年、サンフレッチェ広島レジーナに完全移籍。同年9月12日、WEリーグ初年度の開幕戦であるちふれASエルフェン埼玉戦にて1ゴール2アシストの活躍を見せ、チームは3-0で勝利、創設1年目のチームの歴史的な勝利に大きく貢献したが、後半34分に負傷し、左膝前十字靭帯損傷（全治6ヶ月）と診断された。
2023年6月29日、INAC神戸レオネッサへの復帰が発表された。
2024年3月3日、再び左膝前十字靭帯損傷（全治約8ヶ月）と診断されたことが発表された。4月22日に2023-24シーズン限りで現役を引退することを発表した。

### 代表
2014年9月には2014年アジア競技大会（大韓民国・仁川）に出場するサッカー日本女子代表（なでしこジャパン）に初選出された。

## 個人成績

### クラブ
| 国内大会個人成績 | 国内大会個人成績           | 国内大会個人成績 | 国内大会個人成績 | 国内大会個人成績 | 国内大会個人成績 | 国内大会個人成績 | 国内大会個人成績 | 国内大会個人成績 | 国内大会個人成績 | 国内大会個人成績 | 国内大会個人成績 |
| 年度             | クラブ                     | 背番号           | リーグ           | リーグ戦         | リーグ戦         | リーグ杯         | リーグ杯         | オープン杯       | オープン杯       | 期間通算         | 期間通算         |
| 年度             | クラブ                     | 背番号           | リーグ           | 出場             | 得点             | 出場             | 得点             | 出場             | 得点             | 出場             | 得点             |
| 日本             | 日本                       | 日本             | 日本             | リーグ戦         | リーグ戦         | リーグ杯         | リーグ杯         | 皇后杯           | 皇后杯           | 期間通算         | 期間通算         |
| ---------------- | -------------------------- | ---------------- | ---------------- | ---------------- | ---------------- | ---------------- | ---------------- | ---------------- | ---------------- | ---------------- | ---------------- |
| 2010             | JFAアカデミー福島          | 20               | チャレンジ EAST  | 4                | 3                | -                | -                | 2                | 2                | 6                | 5                |
| 2011             | JFAアカデミー福島          | 16               | チャレンジ EAST  | 12               | 6                | -                | -                | 2                | 1                | 14               | 7                |
| 2012             | JFAアカデミー福島          | 9                | チャレンジ       | 19               | 19               | -                | -                | 3                | 0                | 22               | 19               |
| 2013             | JFAアカデミー福島          | 9                | チャレンジ       | 0                | 0                | -                | -                | 2                | 1                | 2                | 1                |
| 2014             | INAC神戸レオネッサ         | 27               | なでしこ         | 25               | 6                | -                | -                | 2                | 0                | 27               | 6                |
| 2015             | INAC神戸レオネッサ         | 27               | なでしこ1部      | 22               | 8                | -                | -                | 5                | 3                | 27               | 11               |
| 2016             | INAC神戸レオネッサ         | 20               | なでしこ1部      | 17               | 2                | 4                | 0                | 5                | 1                | 26               | 3                |
| 2017             | INAC神戸レオネッサ         | 9                | なでしこ1部      | 18               | 2                | 7                | 4                | 2                | 0                | 27               | 6                |
| 2018             | INAC神戸レオネッサ         | 9                | なでしこ1部      | 18               | 3                | 5                | 2                | 5                | 1                | 28               | 6                |
| 2019             | INAC神戸レオネッサ         | 9                | なでしこ1部      | 18               | 6                | 10               | 1                | 4                | 2                | 32               | 9                |
| 2020             | INAC神戸レオネッサ         | 17               | なでしこ1部      | 15               | 0                | -                | -                | 2                | 0                | 17               | 0                |
| 2021-22          | サンフレッチェ広島レジーナ | 8                | WE               | 1                | 1                | -                | -                | -                | -                | 1                | 1                |
| 2022-23          | サンフレッチェ広島レジーナ | 8                | WE               | 16               | 1                | 2                | 0                | 2                | 0                | 20               | 1                |
| 2023-24          | INAC神戸レオネッサ         | 8                | WE               | 3                | 0                | 4                | 1                | 3                | 0                | 10               | 1                |
| 通算             | 日本                       | 日本             | 1部              | 153              | 29               | 32               | 8                | 30               | 7                | 215              | 44               |
| 通算             | 日本                       | 日本             | 2部              | 35               | 28               | -                | -                | 9                | 4                | 44               | 32               |
| 総通算           | 総通算                     | 総通算           | 総通算           | 188              | 57               | 32               | 8                | 39               | 11               | 259              | 76               |

- 日本女子サッカーリーグ
  - 初出場 - 2010年5月5日 チャレンジリーグEAST 第6節 AC長野パルセイロ・レディース戦 (Jヴィレッジスタジアム)
  - 初得点 - 2010年9月12日 チャレンジリーグEAST 第14節 常盤木学園高等学校戦 (Jヴィレッジスタジアム)

- WEリーグ
  - 初出場 - 2021年9月12日 第1節 ちふれASエルフェン埼玉戦 (熊谷スポーツ文化公園陸上競技場)[23]
  - 初得点 - 2021年9月12日 第1節 ちふれASエルフェン埼玉戦 (熊谷スポーツ文化公園陸上競技場)[23]

### 代表
- 2014年9月13日 - 日本女子代表初出場 -  ガーナ戦 (国際親善試合、山形)
- 2014年9月26日 - 日本女子代表初得点 -  香港戦 (第17回アジア競技大会、韓国・華城)

#### 主な出場大会
- U-17日本代表
  - 2012年 - 2012 FIFA U-17女子ワールドカップ（アゼルバイジャン大会）
- 日本代表
  - 2014年 - 2014年アジア競技大会（仁川大会）
  - 2015年 - EAFF女子東アジアカップ2015
  - 2017年 - アルガルヴェ・カップ2017
  - 2018年 - アルガルヴェ・カップ2018
  - 2018年 - 2018 AFC女子アジアカップ
  - 2018年 - 2018 トーナメント・オブ・ネーションズ（英語版）
  - 2018年 - 第18回アジア競技大会

#### 試合数
| 日本代表 | 国際Aマッチ | 国際Aマッチ |
| 年       | 出場        | 得点        |
| -------- | ----------- | ----------- |
| 2014     | 7           | 2           |
| 2015     | 3           | 1           |
| 2016     | 3           | 0           |
| 2017     | 2           | 0           |
| 2018     | 12          | 3           |
| 通算     | 27          | 6           |

#### 出場試合
| #   | 開催日         | 開催都市               | スタジアム                                 | 対戦国               | 結果   | 監督       | 大会                                  | 出典   |
| --- | -------------- | ---------------------- | ------------------------------------------ | -------------------- | ------ | ---------- | ------------------------------------- | ------ |
| 1.  | 2014年9月13日  | 天童                   | NDソフトスタジアム山形                     | ガーナ               | ○ 5-0  | 佐々木則夫 | なでしこジャパンWORLD MATCH           | [ 24 ] |
| 2.  | 2014年9月15日  | 仁川                   | 仁川南洞アジアードラグビー競技場           | 中華人民共和国       | △ 0-0  | 佐々木則夫 | 第17回アジア競技大会                  | [ 25 ] |
| 3.  | 2014年9月18日  | 仁川                   | 仁川南洞アジアードラグビー競技場           | ヨルダン             | ○ 12-0 | 佐々木則夫 | 第17回アジア競技大会                  | [ 26 ] |
| 4.  | 2014年9月22日  | 仁川                   | 仁川文鶴競技場                             | チャイニーズタイペイ | ○ 3-0  | 佐々木則夫 | 第17回アジア競技大会                  | [ 27 ] |
| 5.  | 2014年9月26日  | 華城                   | 華城スタジアム                             | 香港                 | ○ 9-0  | 佐々木則夫 | 第17回アジア競技大会                  | [ 28 ] |
| 6.  | 2014年9月29日  | 仁川                   | 仁川サッカー競技場                         | ベトナム             | ○ 3-0  | 佐々木則夫 | 第17回アジア競技大会                  | [ 29 ] |
| 7.  | 2014年10月1日  | 仁川                   | 仁川文鶴競技場                             | 北朝鮮               | ● 1-3  | 佐々木則夫 | 第17回アジア競技大会                  | [ 30 ] |
| 8.  | 2015年08月01日 | 武漢                   | 武漢体育中心                               | 北朝鮮               | ● 2-4  | 佐々木則夫 | EAFF女子東アジアカップ2015            | [ 31 ] |
| 9.  | 2015年08月08日 | 武漢                   | 武漢体育中心                               | 中華人民共和国       | ○ 2-0  | 佐々木則夫 | EAFF女子東アジアカップ2015            | [ 32 ] |
| 10. | 2015年11月29日 | フォ－レンダム         | FCフォーレンダムスタジアム                 | オランダ             | ● 1-3  | 佐々木則夫 | 国際親善試合                          | [ 33 ] |
| 11. | 2016年6月2日   | コマースシティ         | ディックス・スポーティング・グッズ・パーク | アメリカ合衆国       | △ 3-3  | 高倉麻子   | 国際親善試合                          | [ 34 ] |
| 12. | 2016年6月5日   | クリーブランド         | ファーストエナジー・スタジアム             | アメリカ合衆国       | ● 0-2  | 高倉麻子   | 国際親善試合                          | [ 35 ] |
| 13. | 2016年7月21日  | カルマル               | グルドフォーゲルン・アリーナ               | スウェーデン         | ● 0-3  | 高倉麻子   | 国際親善試合                          | [ 36 ] |
| 14. | 2017年3月1日   | パルシャル             | ベラ・ヴィスタ市営スタジアム               | スペイン             | ● 1-2  | 高倉麻子   | アルガルヴェ・カップ2017              | [ 37 ] |
| 15. | 2017年3月8日   | ファロ ／ ローレ       | エスタディオ・アルガルヴェ                 | オランダ             | ● 2-3  | 高倉麻子   | アルガルヴェ・カップ2017              | [ 38 ] |
| 16. | 2018年2月28日  | パルシャル             | ベラ・ヴィスタ市営スタジアム               | オランダ             | ● 2-6  | 高倉麻子   | アルガルヴェ・カップ2018              | [ 39 ] |
| 17. | 2018年3月2日   | パルシャル             | ベラ・ヴィスタ市営スタジアム               | アイスランド         | ○ 2-1  | 高倉麻子   | アルガルヴェ・カップ2018              | [ 40 ] |
| 18. | 2018年3月5日   | ファロ ／ ローレ       | エスタディオ・アルガルヴェ                 | デンマーク           | ○ 2-0  | 高倉麻子   | アルガルヴェ・カップ2018              | [ 41 ] |
| 19. | 2018年4月1日   | 諫早                   | トランスコスモススタジアム長崎             | ガーナ               | ○ 7-1  | 高倉麻子   | MS&ADカップ2018                       | [ 42 ] |
| 20. | 2018年4月7日   | アンマン               | キング・アブドゥッラー2世スタジアム        | ベトナム             | ○ 4-0  | 高倉麻子   | 2018 AFC女子アジアカップ              | [ 43 ] |
| 21. | 2018年4月13日  | アンマン               | アンマン国際スタジアム                     | オーストラリア       | △ 1-1  | 高倉麻子   | 2018 AFC女子アジアカップ              | [ 44 ] |
| 22. | 2018年4月17日  | アンマン               | キング・アブドゥッラー2世スタジアム        | 中華人民共和国       | ○ 3-1  | 高倉麻子   | 2018 AFC女子アジアカップ              | [ 45 ] |
| 23. | 2018年7月26日  | カンザスシティ         | チルドレンズ・マーシー・パーク             | アメリカ合衆国       | ● 2-4  | 高倉麻子   | 2018 トーナメント・オブ・ネーションズ | [ 46 ] |
| 24. | 2018年7月29日  | イーストハートフォード | プラット・アンド・ホイットニー・スタジアム | ブラジル             | ● 1-2  | 高倉麻子   | 2018 トーナメント・オブ・ネーションズ | [ 47 ] |
| 25. | 2018年8月2日   | ブリッジビュー         | トヨタ・パーク                             | オーストラリア       | ● 0-2  | 高倉麻子   | 2018 トーナメント・オブ・ネーションズ | [ 48 ] |
| 26. | 2018年8月16日  | パレンバン             | ブミ・シュリーヴィジャヤ・スタジアム       | タイ                 | ○ 2-0  | 高倉麻子   | 第18回アジア競技大会                  | [ 49 ] |
| 27. | 2018年8月25日  | パレンバン             | ゲロラ・シュリーヴィジャヤ・スタジアム     | 北朝鮮               | ○ 2-1  | 高倉麻子   | 第18回アジア競技大会                  | [ 50 ] |

#### ゴール
| #  | 開催日        | 開催都市               | スタジアム                                 | 対戦国   | 結果  | 監督       | 大会                                  | 出典   |
| -- | ------------- | ---------------------- | ------------------------------------------ | -------- | ----- | ---------- | ------------------------------------- | ------ |
| 1. | 2014年9月26日 | 華城                   | 華城総合運動場                             | 香港     | ○ 9-0 | 佐々木則夫 | 第17回アジア競技大会                  | [ 51 ] |
| 2. | 2014年9月26日 | 華城                   | 華城総合運動場                             | 香港     | ○ 9-0 | 佐々木則夫 | 第17回アジア競技大会                  | [ 51 ] |
| 3. | 2015年8月1日  | 武漢                   | 武漢体育中心                               | 北朝鮮   | ● 2-4 | 佐々木則夫 | EAFF女子東アジアカップ2015            | [ 52 ] |
| 4. | 2018年4月1日  | 諫早                   | トランスコスモススタジアム長崎             | ガーナ   | ○ 7-1 | 高倉麻子   | MS&ADカップ2018                       | [ 53 ] |
| 5. | 2018年7月29日 | イーストハートフォード | プラット・アンド・ホイットニー・スタジアム | ブラジル | ● 1-2 | 高倉麻子   | 2018 トーナメント・オブ・ネーションズ | [ 54 ] |
| 6. | 2018年8月21日 | パレンバン             | ゲロラ・シュリーヴィジャヤ・スタジアム     | ベトナム | ○ 7-0 | 高倉麻子   | 第18回アジア競技大会                  | [ 55 ] |

## タイトル

### クラブ
- INAC神戸レオネッサ
  - 皇后杯 JFA 全日本女子サッカー選手権大会：3回（2015、2016、2023)

### 代表
- 日本女子代表
  - AFC女子アジアカップ：1回（2018）
  - アジア競技大会：1回（2018）